# 前野
前野（まえの）は、秋田県北秋田市綴子の地域。郵便番号018-3301。

## 地理

### 地価
住宅地の地価は、2020年（令和2年）7月1日の公示地価によれば、前野161-1の地点で8560円/m2となっている。

## 施設

### 交通
- 大堤神社前停留所（秋北バス）

### 住民交流の場
- 前野会館

### 教育
- 秋田県立鷹巣技術専門校
- 綴子小学校
- 綴子保育園

### 公園
- 前野児童公園

### 文化的施設
- 大堤神明社
- 大堤の庚申塚
- 徳座衛門茶屋跡
- 大堤一里塚の標柱

### 理容所
- 理容クドウ
- 理容さとう
- 鷹美容室